# Catedral de San Vladímir (Kiev)
La catedral de San Volodýmyr (en ucraniano: Патріарший кафедральний собор св. Володимира, Patriárshyi kafedrálnyi sobor sv. Volodýmyra; en ruso: Владимирский собор, Vladímirski sobor) es una catedral ortodoxa erigida en el centro de Kiev, capital de Ucrania, dedicada al Gran Príncipe de Kiev Volodýmyr I. En la actualidad, es la sede de la Iglesia ortodoxa de Ucrania.
Uno de los más importantes templos de la ciudad, fue erigido con ocasión del noveno centenario de la cristianización de la Rus de Kiev, iniciándose la construcción en 1862. De estilo neobizantino, importantes artistas rusos coetáneos participaron en su colorista y lujosa decoración interior, entre ellos Mijaíl Vrúbel, Mijaíl Nésterov, Víktor Vasnetsov, etc. Los mosaicos fueron realizados por maestros de Venecia.
Fue consagrada en 1896, en presencia del zar Nicolás II. Durante la época comunista, la catedral fue usada como museo antirreligioso, archivo, y tras la Segunda Guerra Mundial, de nuevo como iglesia ortodoxa abierta al culto. En 1992, fue designada sede de la Iglesia ortodoxa ucraniana del Patriarcado de Kiev.

## Historia y descripción

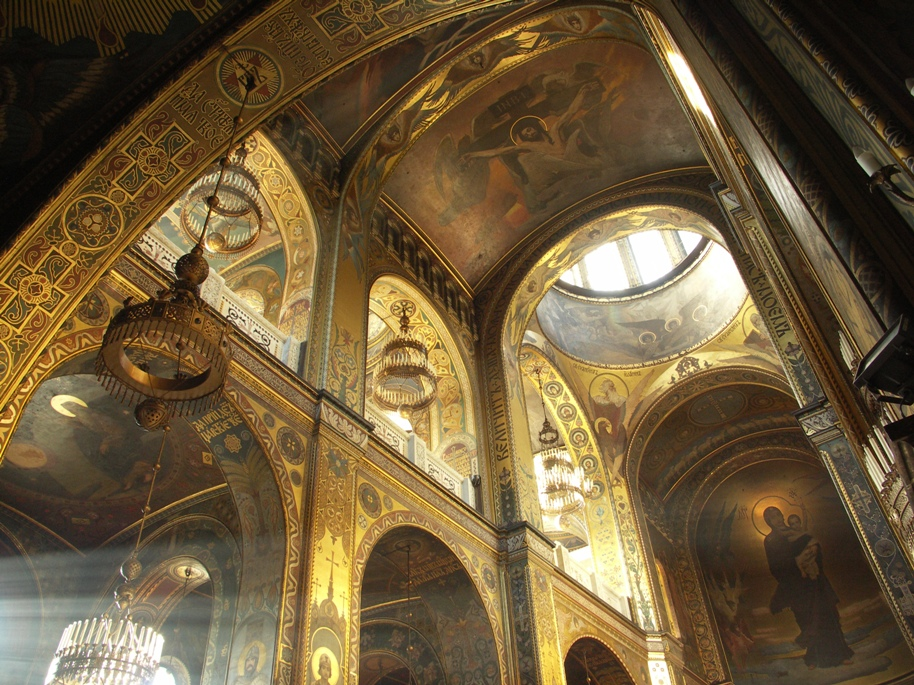
Interior de la catedral.

En 1852, el obispo metropolitano Filareto II de Moscú sugirió que se construyera una gran catedral en Kiev para conmemorar el 900° aniversario del bautismo de la Rus de Kiev por el príncipe Vladimiro I de Kiev (San Volodýmyr). La gente de todo el Imperio ruso comenzó a donar para esta causa, por lo que en 1859 el fondo de la catedral había acumulado una gran suma de 100.000 rublos. El monasterio de las Cuevas de Kiev  produjo un millón de ladrillos y los presentó a la catedral también. El diseño fue ejecutado en estilo neo-bizantino inicialmente por los arquitectos Johann Strom, Pável Sparró, Rudolf von Bernhard, K. Mayevski y Vladímir Nikoláiev. La versión final del diseño pertenece a Aleksandr Vikéntievich Beretti. Es un tradicional templo de seis pilastras y tres ábsides coronados por siete cúpulas. La altura de la cruz del domo principal es de 49 metros.

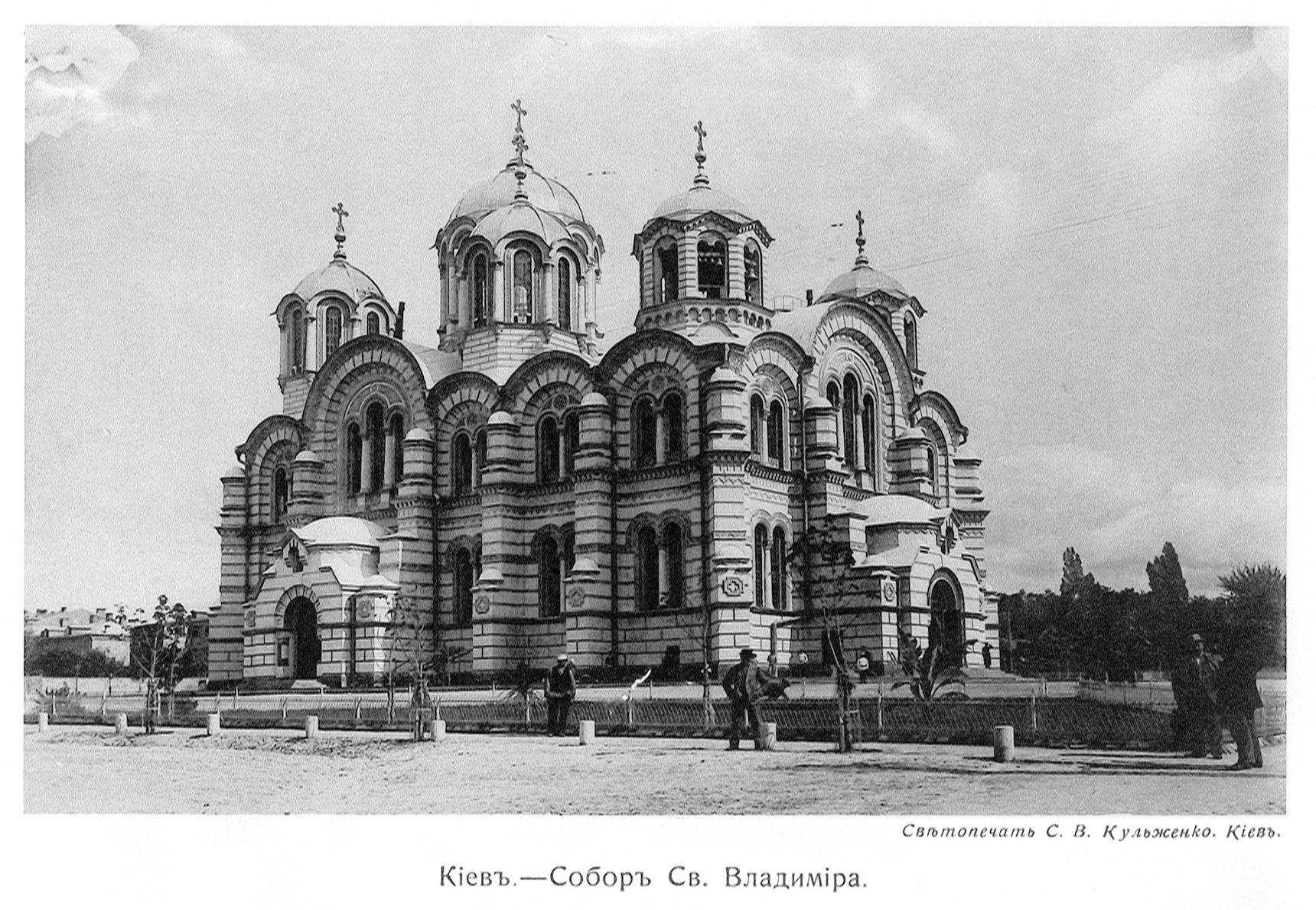
Vista de la catedral (fin del -inicios

El colorido interior de la catedral es particularmente llamativo. Sus mosaicos fueron ejecutados por maestros de Venecia. Los frescos fueron creados bajo la guía del profesor Adrián Prájov por un grupo de pintores famosos: Wilhelm Kotarbiński, Mijaíl Nésterov, Mykola Pymonenko, Pável Svedomski, Víktor Vasnetsov, Mijaíl Vrúbel, Víktor Zamyraylo (1868-1939) y otros. La pintura de la Santa Madre de Dios de Vasnetsov en el ábside del altar de la catedral impresiona por su austera belleza.
La puerta de entrada está adornada con esculturas de bronce en relieve de Santa Olga (princesa Olga de Kiev) del escultor Robert Bach y San Volodýmyr (escultor H. Zaieman) sobre un fondo azul. El iconostasio está tallado en mármol blanco llegado de Carrara. La catedral se completó en 1882, sin embargo, las pinturas se finalizaron completamente solo en 1896.
La catedral se arriesgó a sufrir daños durante la guerra polaco-soviética en 1920. Durante el período soviético, la catedral escapó por poco a la demolición, pero no a la clausura. Hasta la Segunda Guerra Mundial sirvió como un museo de la religión y el ateísmo. Las reliquias de santa Bárbara, una mártir del siglo III, fueron trasladadas a San Volodýmyr desde el monasterio de San Miguel de las Cúpulas Doradas antes de ser destruidas por los bolcheviques, y han permanecido allí desde entonces.

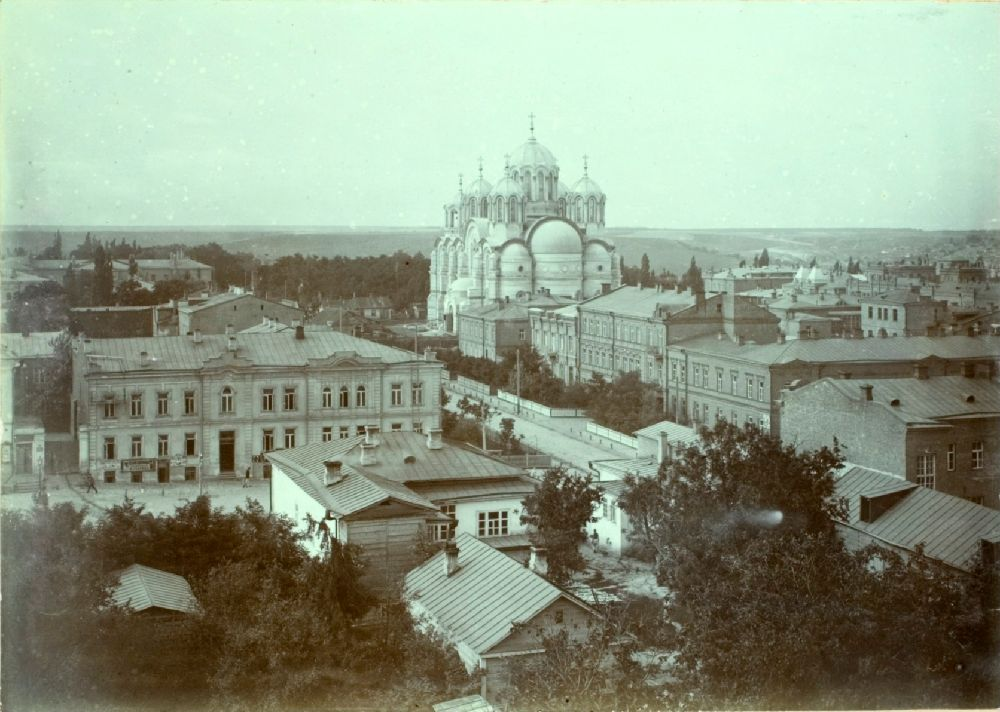
San Volodýmyr, Kiev, Department of Image Collections, National Gallery of Art Library, Washington D. C.

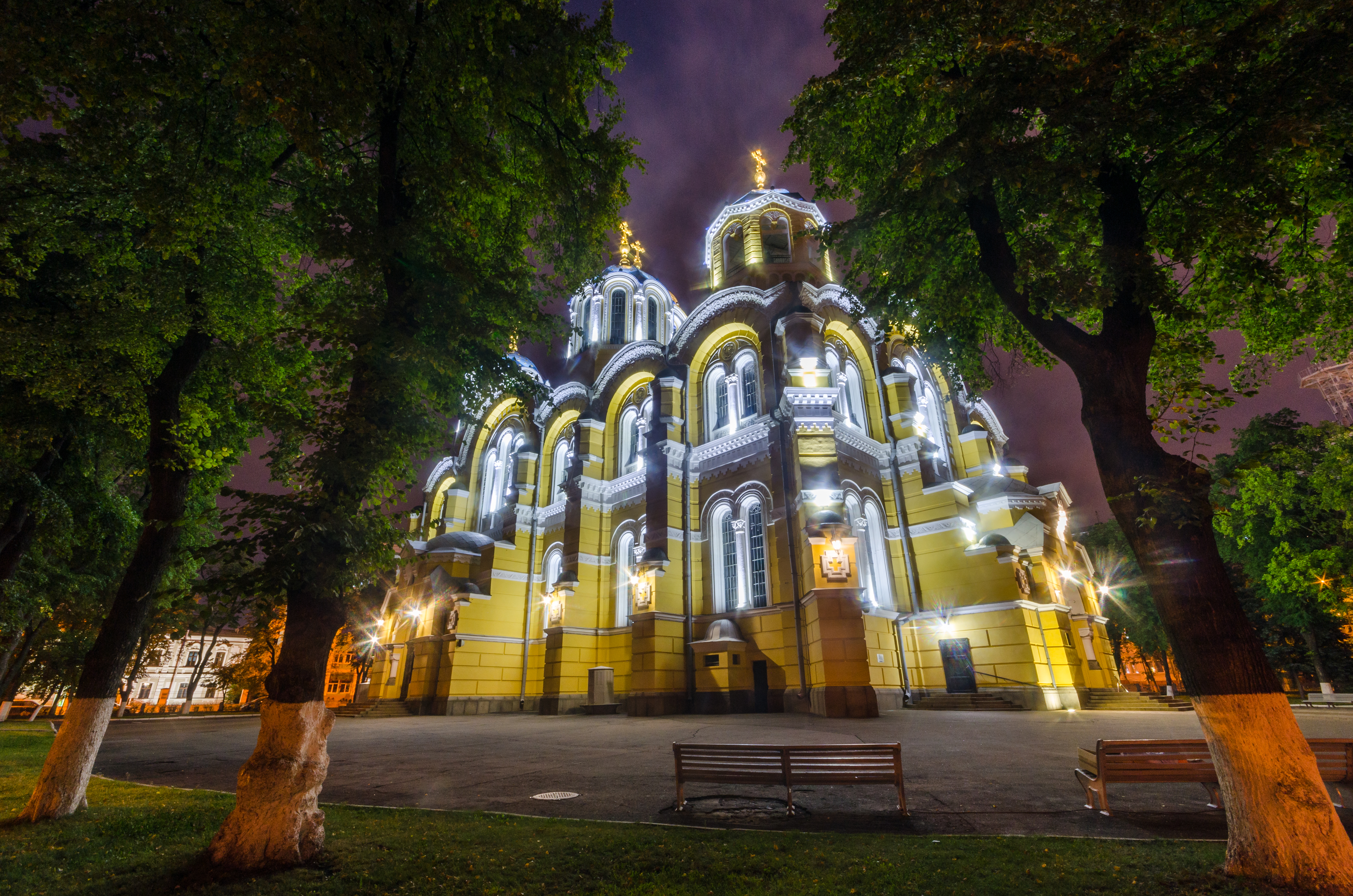
Cúpulas de la catedral

Después de la guerra, la catedral fue reabierta y desde entonces permaneció abierta. Era entonces la iglesia principal de la sede metropolitana de Kiev del Exarcado de Ucrania. La catedral era uno de los pocos lugares en la URSS donde los turistas podían visitar abiertamente una iglesia ortodoxa en funcionamiento. Vio el renacimiento de la religión ortodoxa en 1988 cuando la celebración del milenio del Bautismo de Kiev marcó un cambio en la política soviética sobre religión.
Después de la disolución de la Unión Soviética, la propiedad de la catedral de San Volodýmyr se convirtió en un tema de controversia entre dos denominaciones que afirmaban representar el cristianismo ortodoxo ucraniano: la Iglesia Ortodoxa Ucraniana, una iglesia con un estatus autónomo bajo el Patriarcado de Moscú, y la recién establecida Iglesia Ortodoxa Ucraniana - Patriarcado de Kiev, que, en última instancia, consiguió el control de la catedral.
Los líderes espirituales de la Iglesia ortodoxa de Ucrania en Kiev continúan realizando servicios religiosos y oraciones en la catedral de San Volodýmyr. Todas las ceremonias se llevan a cabo en ucraniano, acompañadas durante las fiestas religiosas por el coro de la Catedral, al que a menudo se unen cantantes de ópera.

## Obras de Víktor Vasnetsov en la catedral

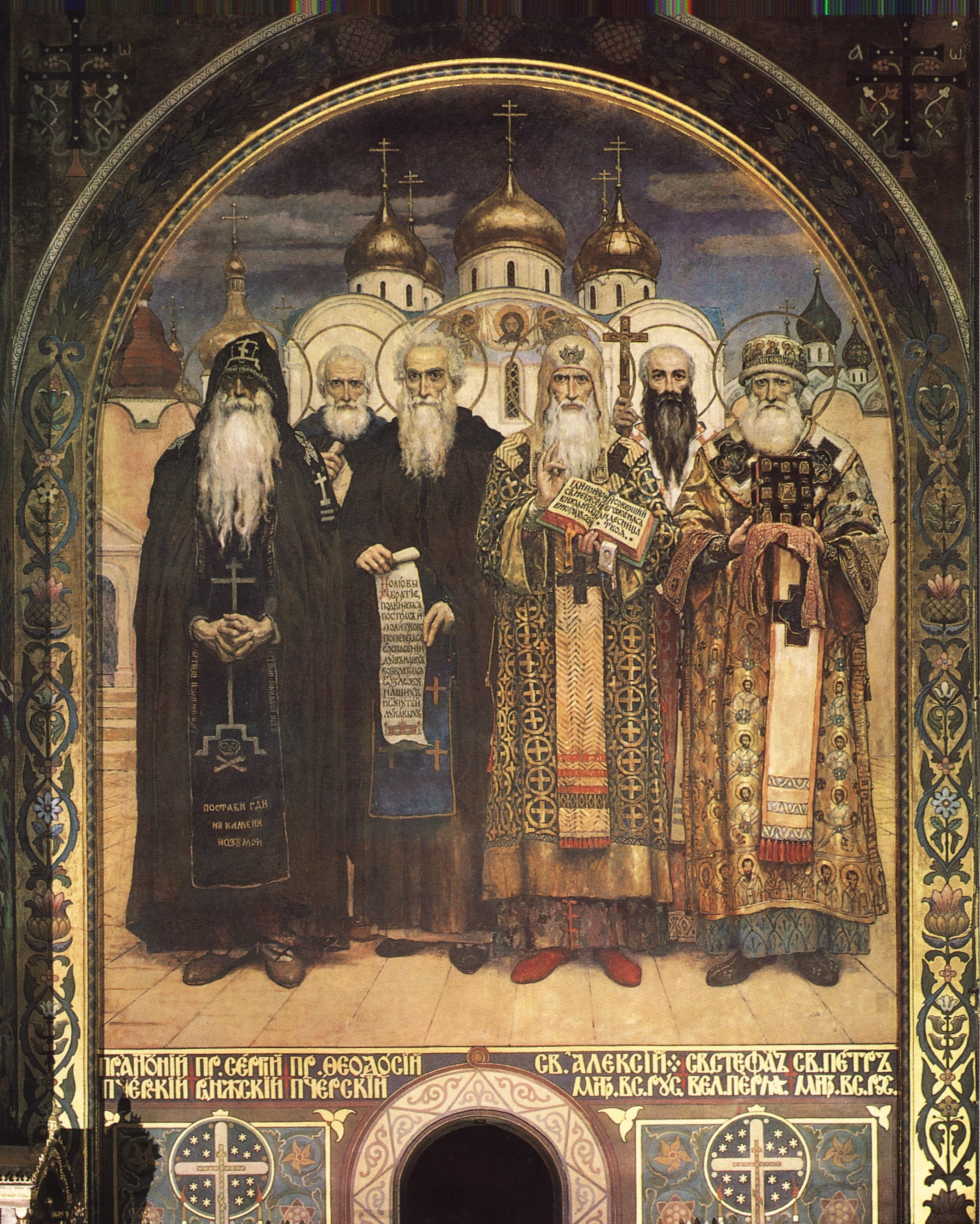
Obispos rusos
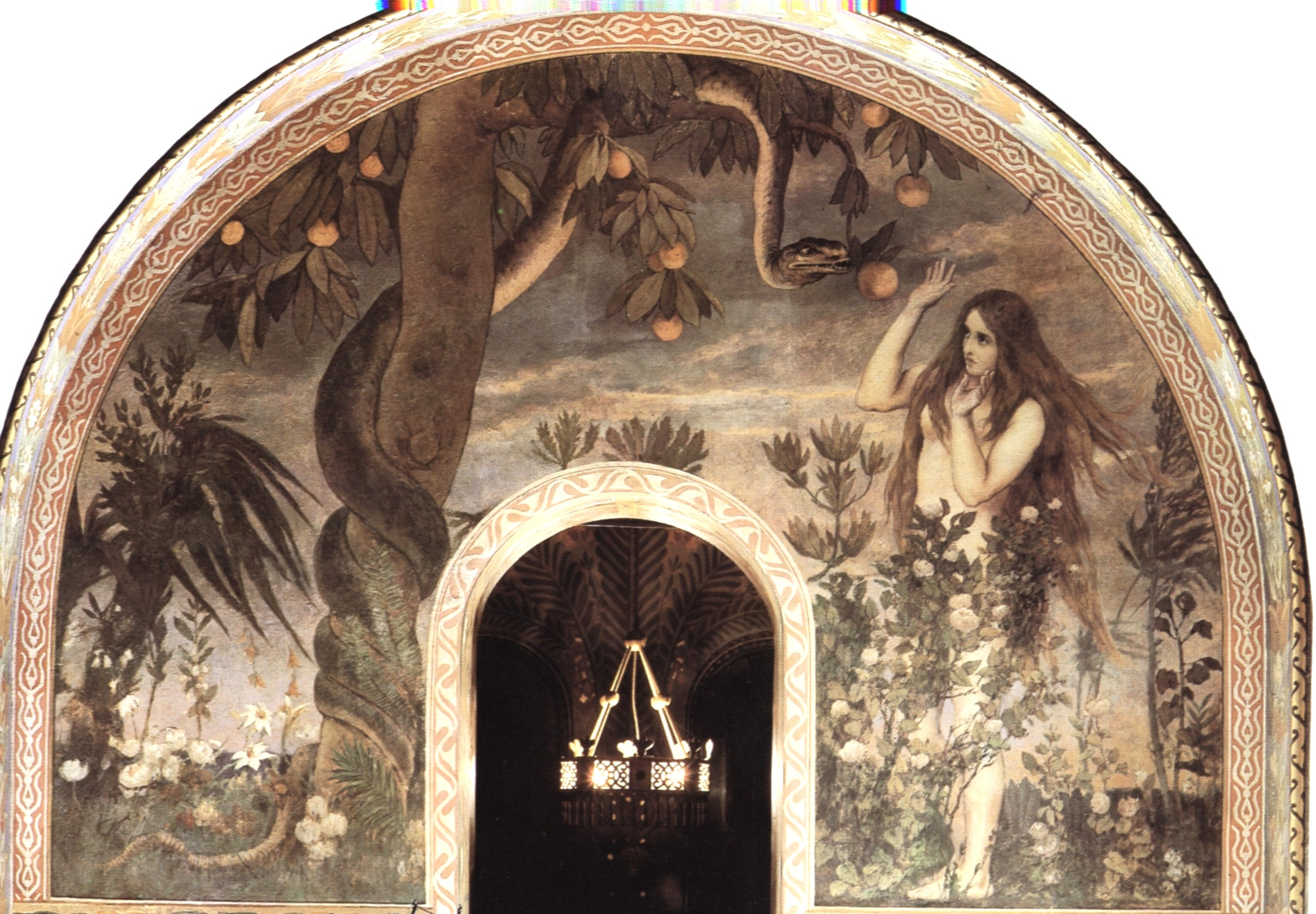
La Tentación
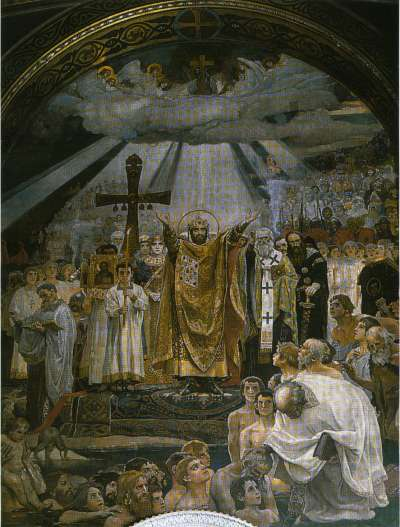
El bautismo de los kievanos
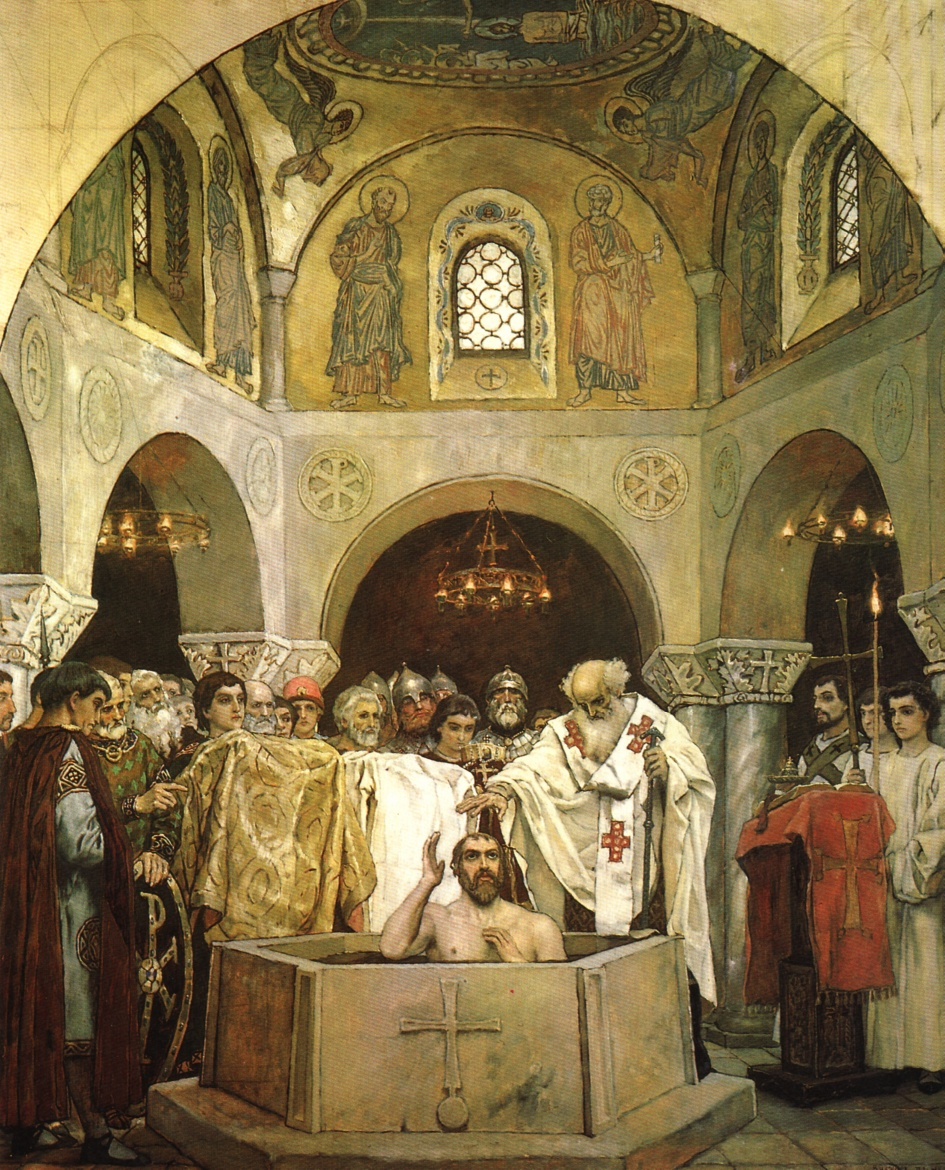
Bautismo de San Volodýmyr

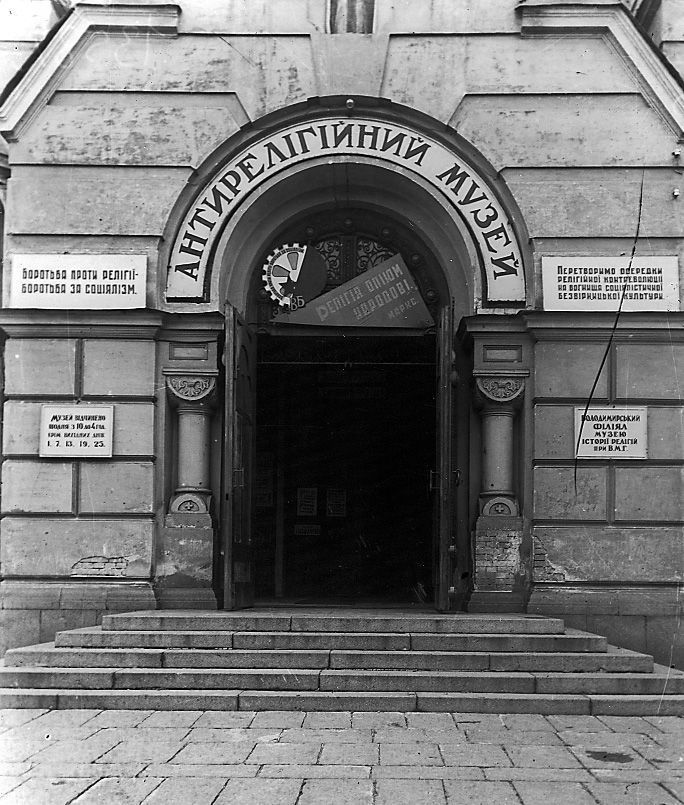
La catedral de San Volodýmyr se convirtió en un museo antirreligioso a principios de la década de 1920

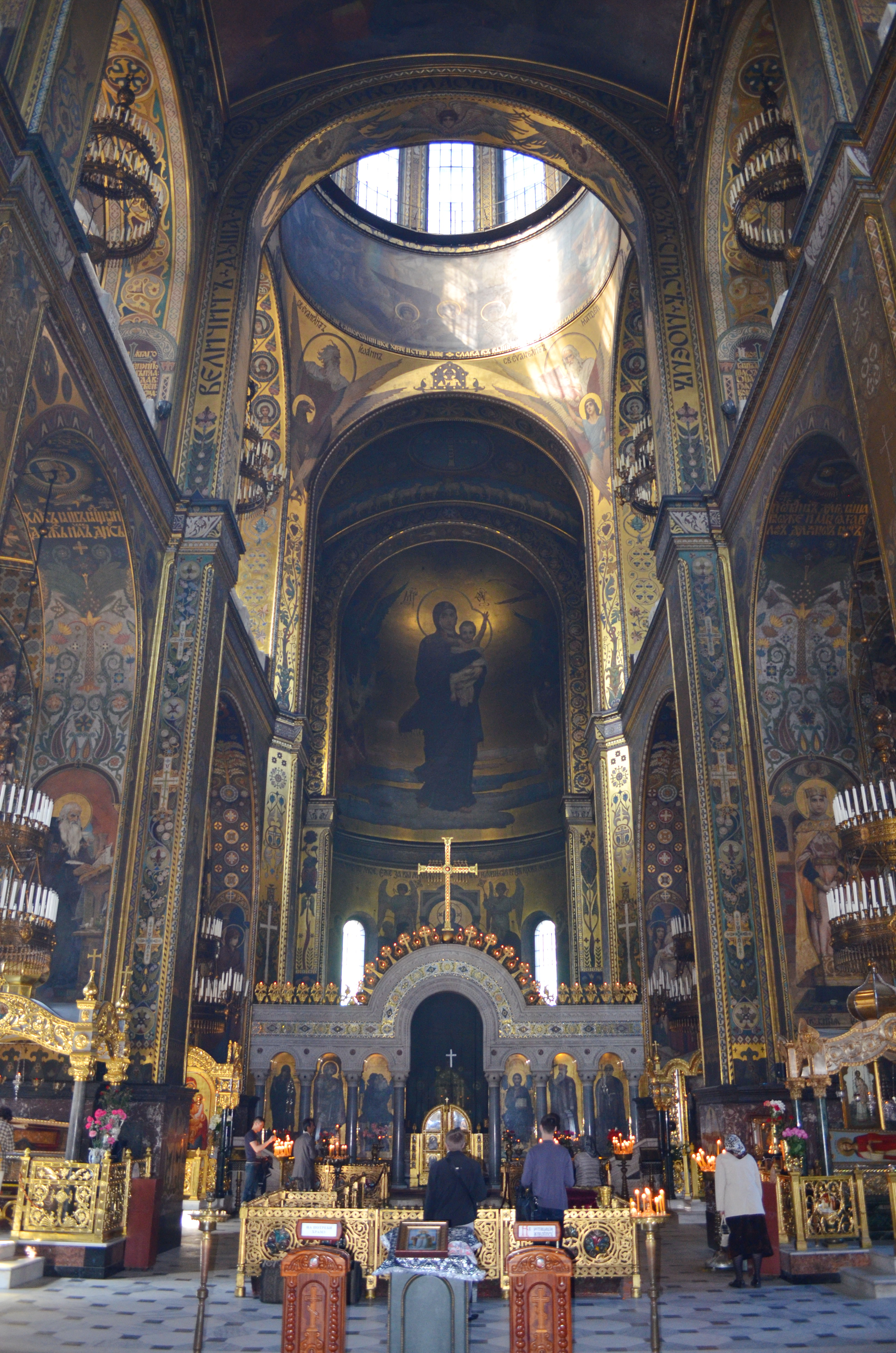
Interior de la catedral (2013)